# Long week-end
Pour les articles homonymes, voir Long Weekend.
Un long week-end ou longue fin de semaine est un week-end prolongé en raison d'un jour férié et composé d'au moins trois jours, débutant un jeudi ou un vendredi ou/et se terminant un lundi.